# Red Noses
Red Noses è un'opera teatrale del drammaturgo britannico Peter Barnes, debuttata a Londra nel 1985 e vincitrice del Laurence Olivier Award alla migliore nuova opere teatrale.

## Trama
Nell'Inghilterra pervasa dalla peste nera, un arzillo prete viaggia di villaggio in villaggio per portare conforto spirituale a malati e moribondi. Insieme a lui viaggiano anche un gruppo di buffoni, i Floties, intenti ad aiutare il sacerdote.